# Эристави, Георгий Давидович
Георгий Давидович Эристави (груз. გიორგი დავითის ძე ერისთავი; 1813—1864) — грузинский писатель и драматург, режиссёр, актёр, общественный деятель, переводчик.

## Биография
Георгий Эристави родился в 1811 году в селе Одзиси, недалеко от города Душети, в семье князя князя Давида Ростомовича Эристова (Эристави-Ксанского; 1780—1830) и Марии Ивановны (1786—1848; урождённая княжна Кобулова). Учился в «благородном училище» в Тифлисе, а затем в Москве в пансионе.
Был чиновником особых поручений при военном губернаторе бароне Г. В. Розене. Участвовал в дворянском заговоре 1832 года и за это был выслан из Грузии в Литву. Вернуться на родину смог лишь в 1839 году. Находясь в ссылке познакомился с польской, западноевропейской и русской литературой.
Литературную деятельность начал в 1832 году. Центральной темой творчества Георгия Давидовича стало осмеяние ростовщиков, торговцев, продажности и самодурства чиновников.

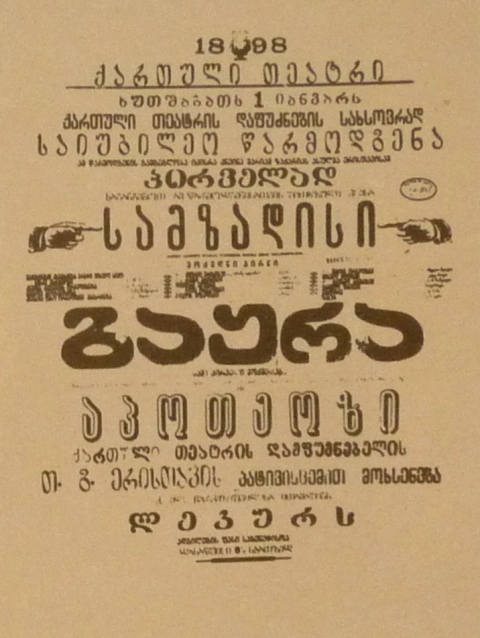
Плакат пьесы Г. Эристави «Раздел»

Автор пьес: «Раздел» (впервые поставлена в 1850 году), «Тяжба» (написана в 1840, поставлена в 1850), «Скупой» (1851), «Шапка-невидимка» (1852), «Атабег Кваркваре» (1853), «Помешанная» (1862), «Картины старого времени» (1863). Георгий Эристави стал основоположником грузинского профессионального реалистического театра. Эристави автор инсценировки поэмы Шота Руставели «Витязь в тигровой шкуре», он перевёл на грузинский язык «Горе от ума» А. С. Грибоедова, прозаический перевод на польский язык «Витязя в тигровой шкуре».
В 1852—1853 годах редактировал грузинский журнал «Цискари».
Эристави был талантливым актёром. Именно он ввёл в традицию применение на сцене в качестве сценической речи карталинского диалекта грузинского языка.
Георгий Эристави открыл для искусства самобытный талант Зураба Антонова.
Умер Георгий Давидович Эристави 9 (21) сентября 1864 года на своей малой родине, в селе Одзиси.

## Семья
Был женат на Елизавете Георгиевне Алихановой. Сыновья-близнецы:
1. Давид (1847—1890), поэт, журналист и переводчик;
2. Константин (1847—1859).

Овдовев, женился вторично — на княжне Марте Давидовне Тархан-Моурави (1820—1908).

## Память
- Именем Эристави назван театр в городе Гори.
- Пьесы Георгия Эристави в разные годы ставили на сценах театров Грузии: Котэ Марджанишвили поставил пьесу «Раздел» в 1923 году, Акакий Васадзе поставил комедию «Тяжба» в 1942 году в театре им. Шота Руставели[10].